# L'ululografo
L'ululografo è il settimo libro della serie Super brividi dello scrittore statunitense R.L. Stine.

## Trama
Spencer Turner è un tredicenne che cerca in tutti i modi di mettersi in contatto col fantasma del cugino Ian, annegato in uno stagno su cui stavano pattinando insieme. Questa sua ossessione lo rende oggetto di scherzi da parte dei suoi amici Vanessa e Scott.
Un giorno, Spencer acquista in un negozio di "articoli per fantasmi" uno strano strumento, l'ululografo, che dovrebbe essere in grado di captare lamenti e ululati degli spiriti. Gli amici di Spencer iniziano allora a fargli scherzi utilizzando lo strumento fino a quando, un giorno, lo strumento emette davvero dei gemiti senza l'intervento di nessuno. Iniziano ad avvenire cose strane: muri imbrattati, strane presenze che indossano gli abiti di Spencer, fino all'incontro con una famiglia di fantasmi che intrappolano Spencer e gli amici. Spencer riesce a scappare insieme a Vanessa e nella fuga arrivano allo stagno in cui era annegato Ian, che qui si manifesta come fantasma e rivela a Spencer di aver tentato anch'egli di mettersi in contatto con lui, causando gli strani fenomeni. Lo spettro di Ian aiuta quindi a liberare gli altri amici dalla famiglia di fantasmi prima di scomparire per sempre.